# Гербы Приморского края
Список гербов муниципальных образований Приморского края Российской Федерации.
На 1 января 2020 года в Приморском крае насчитывалось 148 муниципальных образований — 12 городских округов, 3 муниципальных округа, 19 муниципальных районов, 22 городских поселения и 92 сельских поселения.

## Гербы городских округов
| Флаг | Наименование                               | Дата утверждения         | Номер в ГГР |
| ---- | ------------------------------------------ | ------------------------ | ----------- |
|      | Герб Владивостокского городского округа    | 18 декабря 2014          | 984         |
|      | Герб Арсеньевского городского округа       | 12 июля 2001 6 июня 2013 | 974         |
|      | Герб Артёмовского городского округа        | 10 апреля 2003           | 1235        |
|      | Герб городского округа ЗАТО Большой Камень | 7 августа 1997.          | 1863        |
|      | Герб Дальнегорского городского округа      | 30 января 2004           |             |
|      | Герб Дальнереченского городского округа    | 29 июля 2008             | 4227        |

| Герб | Наименование                             | Дата утверждения          | Номер в ГГР |
| ---- | ---------------------------------------- | ------------------------- | ----------- |
|      | Герб Лесозаводского городского округа    | 14 марта 2001 30 мая 2006 | 3397        |
|      | Герб Находкинского городского округа     | 31 июля 1997              |             |
|      | Герб Партизанского городского округа     | 30 мая 2008               | 4146        |
|      | Герб городского округа Спасск-Дальний    | 26 августа 2003           | 1351        |
|      | Герб Уссурийского городского округа      | 5 апреля 2002             | 3397        |
|      | Герб городского округа ЗАТО город Фокино | 24 августа 2002           | 803         |

## Гербы муниципальных округов
| Герб | Наименование                            | Дата утверждения             | Номер в ГГР |
| ---- | --------------------------------------- | ---------------------------- | ----------- |
|      | Герб Анучинского муниципального округа  | 27 марта 2007 22 апреля 2020 | 3486        |
|      | Герб Лазовского муниципального округа   | 25 марта 2009                | 5095        |
|      | Герб Октябрьского муниципального округа | 18 апреля 2003               | 3347        |
|      | Герб Пограничного муниципального округа | 28 ноября 2006               | 2893        |

| Герб | Наименование                           | Дата утверждения             | Номер в ГГР |
| ---- | -------------------------------------- | ---------------------------- | ----------- |
|      | Герб Тернейского муниципального округа |                              |             |
|      | Герб Ханкайского муниципального округа | 4 октября 2005               | 4011        |
|      | Герб Хорольского муниципального округа | 6 апреля 2012 1 октября 2020 | 7742        |
|      | Чугуевского муниципального округа      | 25 апреля 2003               | 4194        |

## Гербы городских поселений
| Герб | Наименование                                                                | Дата утверждения | Номер в ГГР |
| ---- | --------------------------------------------------------------------------- | ---------------- | ----------- |
|      | Герб Горноключевского городского поселения Кировского муниципального района | 24 апреля 2013   | не внесён   |
|      | Герб Пластунское городского поселения Тернейского муниципального района     | 7 декабря 2018   | не внесён   |
|      | Герб Преображенского городского поселения Лазовского муниципального района  | 26 февраля 2006  | 2352        |

| Герб | Наименование                                                             | Дата утверждения | Номер в ГГР |
| ---- | ------------------------------------------------------------------------ | ---------------- | ----------- |
|      | Герб Славянского городского поселения Хасанского муниципального района   | нет данных       |             |
|      | Герб Ярославского городского поселения Хорольского муниципального района | 13 марта 2013    | 8341        |

## Гербы сельских поселений
| Герб | Наименование                                                                            | Дата утверждения | Номер в ГГР |
| ---- | --------------------------------------------------------------------------------------- | ---------------- | ----------- |
|      | Герб Барабашского сельского поселения Хасанского муниципального района                  | 16 сентября 2014 | 9943        |
|      | Герб Весёлояровского сельского поселения Ольгинского муниципального района              | 1 сентября 2015  | 10772       |
|      | Герб Владимиро-Александровского сельского поселения Партизанского муниципального района | 7 февраля 1991   | не внесён   |
|      | Герб Надеждинского сельского поселения Партизанского муниципального района              | 16 февраля 2009  | 4976        |

| Герб | Наименование                                                                 | Дата утверждения | Номер в ГГР |
| ---- | ---------------------------------------------------------------------------- | ---------------- | ----------- |
|      | Герб Новицкого сельского поселения Надеждинского муниципального района       | 24 января 1991   | не внесён   |
|      | Герб Раздольненского сельского поселения Надеждинского муниципального района | 21 марта 2011    | 6884        |
|      | Герб Спасского сельского поселения Спасского муниципального района           | 23 августа 2007  | 3485        |
|      | Герб Тавричанского сельского поселения Надеждинского муниципального района   | 26 января 2012   | 7530        |